# Belgiens Grand Prix 2018
Belgiens Grand Prix 2018, officiellt Formula 1 2018 Johnnie Walker Belgian Grand Prix, var ett Formel 1-lopp som hölls 26 augusti 2018 på Circuit de Spa-Francorchamps i Francorchamps i Belgien. Loppet var det trettonde av sammanlagt tjugoen deltävlingar ingående i Formel 1-säsongen 2018 och kördes över 44 varv.

## Kval
| Pos.                    | Nr | Förare            | Konstruktör               | Kvaltider | Kvaltider | Kvaltider | Start- grid |
| Pos.                    | Nr | Förare            | Konstruktör               | Q1        | Q2        | Q3        | Start- grid |
| ----------------------- | -- | ----------------- | ------------------------- | --------- | --------- | --------- | ----------- |
| 1                       | 44 | Lewis Hamilton    | Mercedes                  | 1.42,977  | 1.41,553  | 1.58.179  | 1           |
| 2                       | 5  | Sebastian Vettel  | Ferrari                   | 1.43,035  | 1.41,501  | 1.58,905  | 2           |
| 3                       | 31 | Esteban Ocon      | Force India-Mercedes      | 1.44,003  | 1.43,302  | 2.01,851  | 3           |
| 4                       | 11 | Sergio Pérez      | Force India-Mercedes      | 1.44,004  | 1.43,014  | 2.01,894  | 4           |
| 5                       | 8  | Romain Grosjean   | Haas-Ferrari              | 1.43,597  | 1.43,042  | 2.02,122  | 5           |
| 6                       | 7  | Kimi Räikkönen    | Ferrari                   | 1.42,585  | 1.41,533  | 2.02,671  | 6           |
| 7                       | 33 | Max Verstappen    | Red Bull Racing-TAG Heuer | 1.43,199  | 1.42,554  | 2.02,769  | 7           |
| 8                       | 3  | Daniel Ricciardo  | Red Bull Racing-TAG Heuer | 1.43,604  | 1.43,126  | 2.02,939  | 8           |
| 9                       | 20 | Kevin Magnussen   | Haas-Ferrari              | 1.43,834  | 1.43,320  | 2.04,933  | 9           |
| 10                      | 77 | Valtteri Bottas   | Mercedes                  | 1.42,805  | 1.42,191  | Ingen tid | 19          |
| 11                      | 10 | Pierre Gasly      | Scuderia Toro Rosso-Honda | 1.44,221  | 1.43,844  |           | 10          |
| 12                      | 28 | Brendon Hartley   | Scuderia Toro Rosso-Honda | 1.44,153  | 1.43,865  |           | 11          |
| 13                      | 16 | Charles Leclerc   | Sauber-Ferrari            | 1.43,654  | 1.44,062  |           | 12          |
| 14                      | 9  | Marcus Ericsson   | Sauber-Ferrari            | 1.43,846  | 1.44,301  |           | 13          |
| 15                      | 27 | Nico Hülkenberg   | Renault                   | 1.44,145  | Ingen tid |           | 20          |
| 16                      | 55 | Carlos Sainz Jr.  | Renault                   | 1.44,489  |           |           | 14          |
| 17                      | 14 | Fernando Alonso   | McLaren-Renault           | 1.44,917  |           |           | 14          |
| 18                      | 35 | Sergey Sirotkin   | Williams-Mercedes         | 1.44,998  |           |           | 16          |
| 19                      | 18 | Lance Stroll      | Williams-Mercedes         | 1.45,134  |           |           | 17          |
| 20                      | 2  | Stoffel Vandoorne | McLaren-Renault           | 1.45,307  |           |           | 18          |
| 107 %-gränsen: 1.49,765 |    |                   |                           |           |           |           |             |
| Källor:                 |    |                   |                           |           |           |           |             |

## Lopp
| Pos.    | Nr | Förare            | Konstruktör               | Varv | Tid/Bröt    | Grid | Poäng |
| ------- | -- | ----------------- | ------------------------- | ---- | ----------- | ---- | ----- |
| 1       | 5  | Sebastian Vettel  | Ferrari                   | 44   | 1:23.34,476 | 2    | 25    |
| 2       | 44 | Lewis Hamilton    | Mercedes                  | 44   | +11,061     | 1    | 18    |
| 3       | 33 | Max Verstappen    | Red Bull Racing-TAG Heuer | 44   | +31,372     | 7    | 15    |
| 4       | 77 | Valtteri Bottas   | Mercedes                  | 44   | +68,605     | 17   | 12    |
| 5       | 11 | Sergio Pérez      | Force India-Mercedes      | 44   | +71,023     | 4    | 10    |
| 6       | 31 | Esteban Ocon      | Force India-Mercedes      | 44   | +79,520     | 3    | 8     |
| 7       | 8  | Romain Grosjean   | Haas-Ferrari              | 44   | +85,953     | 5    | 6     |
| 8       | 20 | Kevin Magnussen   | Haas-Ferrari              | 44   | +87,639     | 9    | 4     |
| 9       | 10 | Pierre Gasly      | Toro Rosso-Honda          | 44   | +105,892    | 10   | 2     |
| 10      | 9  | Marcus Ericsson   | Sauber-Ferrari            | 43   | +1 varv     | 13   | 1     |
| 11      | 55 | Carlos Sainz Jr.  | Renault                   | 43   | +1 varv     | 19   |       |
| 12      | 35 | Sergey Sirotkin   | Williams-Mercedes         | 43   | +1 varv     | 15   |       |
| 13      | 18 | Lance Stroll      | Williams-Mercedes         | 43   | +1 varv     | 16   |       |
| 14      | 28 | Brendon Hartley   | Scuderia Toro Rosso-Honda | 43   | +1 varv     | 11   |       |
| 15      | 2  | Stoffel Vandoorne | McLaren-Renault           | 43   | +1 varv     | 20   |       |
| Bröt    | 3  | Daniel Ricciardo  | Red Bull Racing-TAG Heuer | 28   |             | 8    |       |
| Bröt    | 7  | Kimi Räikkönen    | Ferrari                   | 8    |             | 6    |       |
| Bröt    | 16 | Charles Leclerc   | Sauber-Ferrari            | 0    |             | 12   |       |
| Bröt    | 14 | Fernando Alonso   | McLaren-Renault           | 0    |             | 14   |       |
| Bröt    | 27 | Nico Hülkenberg   | Renault                   | 0    |             | 18   |       |
| Källor: |    |                   |                           |      |             |      |       |